# بادي ويست
بادي ويست (بالإنجليزية: Buddy West)‏ هو سياسي أمريكي، ولد في 9 أكتوبر 1936 في بالينجير في الولايات المتحدة، وتوفي في 25 يونيو 2008 في أوديسا في الولايات المتحدة بسبب قصور كلوي. حزبياً، نشط في الحزب الجمهوري. وقد انتخب عضو مجلس نواب تكساس.